# Impedància de Planck
La impedància de Planck, simbolitzada com ZP, és una unitat de resistència elèctrica al sistema d'unitats naturals conegut com a unitats de Planck.
La impedància o resistència de Planck s'expressa com:
{\displaystyle Z_{P}={\frac {V_{P}}{I_{P}}}={\frac {1}{4\pi \epsilon _{0}c}}={\frac {Z_{0}}{4\pi }}\approx } 29,9792458 Ω
on
- {\displaystyle V_{P}} és el voltatge de Planck
- {\displaystyle I_{P}} és el corrent de Planck
- {\displaystyle c} és la velocitat de la llum al buit
- {\displaystyle \epsilon _{0}} és la permitivitat del buit
- {\displaystyle Z_{0}} és la impedància del buit